# Jatropha aethiopica
Jatropha aethiopica är en törelväxtart som beskrevs av Johannes Müller Argoviensis. Jatropha aethiopica ingår i släktet Jatropha och familjen törelväxter.
Artens utbredningsområde är Etiopien. Inga underarter finns listade i Catalogue of Life.